# Temporada 2016 de Fórmula 1
La temporada 2016 de Fórmula 1 ha estat la 67º temporada del Campionat Mundial de Fórmula 1 de la història. En aquesta temporada segueix vigent el Pacte de la Concòrdia.
Lewis Hamilton defensa el títol de pilots i Mercedes AMG F1 Team defensa el títol de constructors.

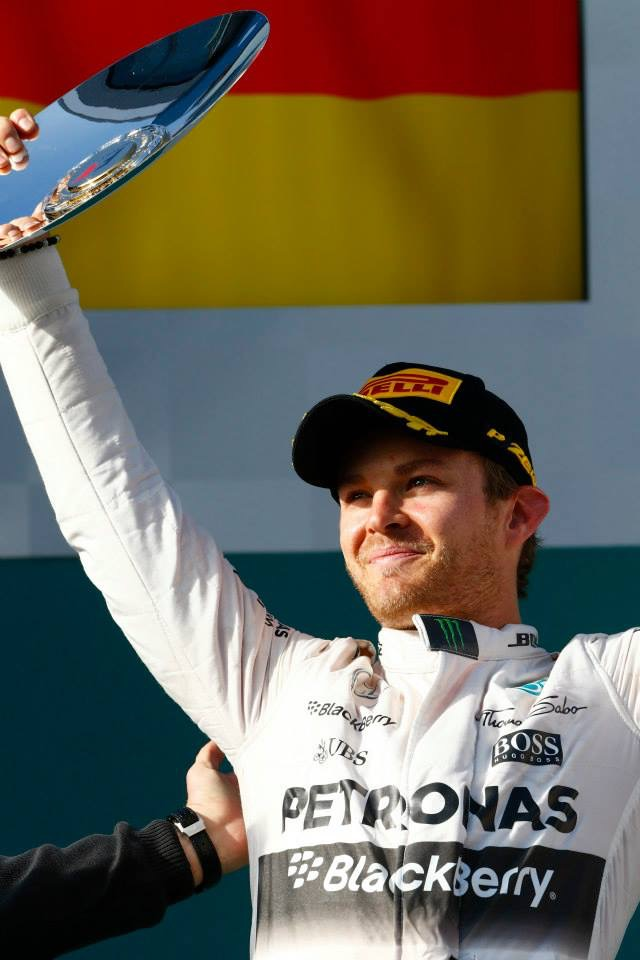
Nico Rosberg, guanyador del campionat

## Escuderies i pilots
La següent taula mostra els pilots confirmats oficialment per les seves escuderies per al Mundial 2016 de F1
| Escuderia                              | Constructor | Xassís        | Motor                  | Neu. | Nº | Pilots            | Sigles | Curses | Pilots de proves                        |
| -------------------------------------- | ----------- | ------------- | ---------------------- | ---- | -- | ----------------- | ------ | ------ | --------------------------------------- |
| Mercedes AMG Petronas Formula One Team | Mercedes    | F1 W07 Hybrid | Mercedes PU106C Hybrid | P    | 6  | Nico Rosberg      | ROS    | -      | Pascal Wehrlein · Esteban Ocon          |
| Mercedes AMG Petronas Formula One Team | Mercedes    | F1 W07 Hybrid | Mercedes PU106C Hybrid | P    | 44 | Lewis Hamilton    | HAM    | -      | Pascal Wehrlein · Esteban Ocon          |
| Scuderia Ferrari                       | Ferrari     | SF16-H        | Ferrari 059/5          | P    | 5  | Sebastian Vettel  | VET    | -      | Esteban Gutiérrez · Jean-Éric Vergne    |
| Scuderia Ferrari                       | Ferrari     | SF16-H        | Ferrari 059/5          | P    | 7  | Kimi Räikkönen    | RAI    | -      | Esteban Gutiérrez · Jean-Éric Vergne    |
| Williams Martini Racing                | Williams    | FW38          | Mercedes PU106C Hybrid | P    | 19 | Felipe Massa      | MAS    | -      | Gary Paffett · Lance Stroll             |
| Williams Martini Racing                | Williams    | FW38          | Mercedes PU106C Hybrid | P    | 77 | Valtteri Bottas   | BOT    | -      | Gary Paffett · Lance Stroll             |
| Red Bull Racing                        | Red Bull    | RB12          | TAG Heuer RE16         | P    | 3  | Daniel Ricciardo  | RIC    | -      | Pierre Gasly                            |
| Red Bull Racing                        | Red Bull    | RB12          | TAG Heuer RE16         | P    | 26 | Daniil Kvyat      | KVY    | -      | Pierre Gasly                            |
| Sahara Force India Formula 1 Team      | Force India | VJM09         | Mercedes PU106C Hybrid | P    | 11 | Sergio Pérez      | PER    | -      | Alfonso Celis Jr. · Nikita Mazepin      |
| Sahara Force India Formula 1 Team      | Force India | VJM09         | Mercedes PU106C Hybrid | P    | 27 | Nico Hülkenberg   | HUL    | -      | Alfonso Celis Jr. · Nikita Mazepin      |
| Renault Sport Formula One Team         | Renault     | RS16          | Renault RE16           | P    | 20 | Kevin Magnussen   | MAG    | -      | Esteban Ocon · Carmen Jordá             |
| Renault Sport Formula One Team         | Renault     | RS16          | Renault RE16           | P    | 30 | Jolyon Palmer     | PAL    | -      | Esteban Ocon · Carmen Jordá             |
| Scuderia Toro Rosso                    | Toro Rosso  | STR11         | Ferrari 059/4          | P    | 33 | Max Verstappen    | VES    | -      | TBA                                     |
| Scuderia Toro Rosso                    | Toro Rosso  | STR11         | Ferrari 059/4          | P    | 55 | Carlos Sainz Jr.  | SAI    | -      | TBA                                     |
| Sauber F1 Team                         | Sauber      | C35           | Ferrari 059/5          | P    | 9  | Marcus Ericsson   | ERI    | -      | TBA                                     |
| Sauber F1 Team                         | Sauber      | C35           | Ferrari 059/5          | P    | 12 | Felipe Nasr       | NAS    | -      | TBA                                     |
| McLaren Honda Formula 1 Team           | McLaren     | MP4-31        | Honda RA616H           | P    | 14 | Fernando Alonso   | ALO    | -      | Stoffel Vandoorne · Nobuharu Matsushita |
| McLaren Honda Formula 1 Team           | McLaren     | MP4-31        | Honda RA616H           | P    | 22 | Jenson Button     | BUT    | -      | Stoffel Vandoorne · Nobuharu Matsushita |
| Manor Racing MRT                       | Manor       | MRT05         | Mercedes PU106C Hybrid | P    | 88 | Rio Haryanto      | HAR    | -      | TBA                                     |
| Manor Racing MRT                       | Manor       | MRT05         | Mercedes PU106C Hybrid | P    | 94 | Pascal Wehrlein   | WEH    | -      | TBA                                     |
| Haas F1 Team                           | Haas        | VF-16         | Ferrari 059/5          | P    | 8  | Romain Grosjean   | GRO    | -      | TBA                                     |
| Haas F1 Team                           | Haas        | VF-16         | Ferrari 059/5          | P    | 21 | Esteban Gutiérrez | GUT    | -      | TBA                                     |

## Pretemporada
- Els test de pretemporada es disputaran en dues dates diferents compreses entre el 22 de febrer i el 4 de març. El circuit escollit és el Circuit de Barcelona-Catalunya[37] Sauber acudirà a la primera tanda d'assajos amb el seu monoplaça 2015, per retards en la fabricació del C35.[38]

| N.º | Circuit                   | Mapa del Circuit | Resultats        | Resultats   | Resultats | Resultats    |        |
| --- | ------------------------- | ---------------- | ---------------- | ----------- | --------- | ------------ | ------ |
| 1   | Circuit de Catalunya      |                  |                  | Pilot       | Escuderia | Millor temps | Voltes |
| 1   | Circuit de Catalunya      | Jornada 1        | Sebastian Vettel | Ferrari     | 1:24:939  | 69           |        |
| 1   | Circuit de Catalunya      | Jornada 2        | Sebastian Vettel | Ferrari     | 1:22:810  | 126          |        |
| 1   | Circuit de Catalunya      | Jornada 3        | Nico Hülkenberg  | Force India | 1:23.110  | 99           |        |
| 1   | 22, 23, 24 i 25 de febrer | Jornada 4        | Kimi Räikkönen   | Ferrari     | 1:23.477  | 80           |        |
| 2   | Circuit de Catalunya      |                  |                  | Pilot       | Escuderia | Millor temps | Voltes |
| 2   | Circuit de Catalunya      | Jornada 1        | Nico Rosberg     | Mercedes    | 1:23.022  | 82           |        |
| 2   | Circuit de Catalunya      | Jornada 2        | Valtteri Bottas  | Williams    | 1:23.261  | 108          |        |
| 2   | Circuit de Catalunya      | Jornada 3        | Kimi Raikkonen   | Ferrari     | 1:22.675  | 136          |        |
| 2   | 1, 2, 3 i 4 de març       | Jornada 4        | Sebastian Vettel | Ferrari     | 1:22.852  | 142          |        |

## Calendari
| Ronda | Gran Premi           | Circuit                                       | Data                       |
| ----- | -------------------- | --------------------------------------------- | -------------------------- |
| 1     | GP d'Austràlia       | Melbourne Grand Prix Circuit, Melbourne       | 18-20 de març              |
| 2     | GP de Bahrain        | Circuit Internacional de Bahrain, Sakhir      | 1-3 d'abril                |
| 3     | GP de la Xina        | Circuit Internacional de Xangai, Xangai       | 15-17 d'abril              |
| 4     | GP de Rússia         | Circuit de Sotxi, Sotxi                       | 29 d'abril-1 de maig       |
| 5     | GP d'Espanya         | Circuit de Barcelona-Catalunya, Barcelona     | 13-15 de maig              |
| 6     | GP de Mònaco         | Circuit de Mònaco, Montecarlo                 | 26-29 de maig              |
| 7     | GP del Canadà        | Circuit Gilles Villeneuve, Mont-real          | 10-12 de juny              |
| 8     | GP d'Europa          | Circuit urbà de Bakú, Bakú                    | 17-19 de juny              |
| 9     | GP d'Àustria         | Red Bull Ring, Spielberg                      | 1- 3 de juliol             |
| 10    | GP de Gran Bretanya  | Circuit de Silverstone, Silverstone           | 8-10 de juliol             |
| 11    | GP d'Alemanya        | Hockenheimring, Hockenheim                    | 15-17 de juliol            |
| 12    | GP d'Hongria         | Hungaroring, Budapest                         | 29-31 de juliol            |
| 13    | GP de Bèlgica        | Circuit de Spa-Francorchamps, Spa             | 26-28 d'agost              |
| 14    | GP d'Itàlia          | Autodromo Nazionale Monza, Monza              | 2-4 de setembre            |
| 15    | GP de Singapur       | Circuit Urbà Marina Bay, Singapur             | 16- 18 de setembre         |
| 16    | GP de Malàisia       | Circuit Internacional de Sepang, Kuala Lumpur | 30 de setembre-2 d'octubre |
| 17    | GP del Japó          | Circuit de Suzuka, Prefectura de Mie          | 7-9 d'octubre              |
| 18    | GP dels Estats Units | Circuit de les Amèriques, Austin              | 21-23 d'octubre            |
| 19    | GP de Mèxic          | Autòdrom Hermanos Rodríguez, Ciutat de Mèxic  | 28-30 d'octubre            |
| 20    | GP de Brasil         | Circuit d'Interlagos, São Paulo               | 11-13 de novembre          |
| 21    | GP d'Abu Dhabi       | Circuit de Yas Marina, Abu Dhabi              | 25-27 de novembre          |

## Canvis

### Canvis en circuits
- L'inici de la temporada serà el 20 de març, es tenia preestablert que anava a ser el 3 d'abril, 15 dies més tard que les temporades anteriors.
- El GP de Rússia passa a ser la quarta carrera, unint la primera gira asiàtica del calendari amb la primera gira europea.
- El GP de Malàisia passa de ser la segona carrera a la setzena, entrant en la segona gira asiàtica del calendari.
- Torna el GP d'Europa després de 3 temporades d'absència, a disputar-se en el Circuit urbà de Bakú, Azerbaidjan.
- Torna el GP d'Alemanya després de l'absència de la temporada passada per no arribar a un acord. Es correrà en el Hockenheimring.
- Seran 21 carreres, un nou rècord per a la Fórmula 1.
- La pretemporada es redueix de tres proves a dues.

### Canvis de pilots
- Romain Grosjean deixa l'escuderia Lotus després de quatre temporades i signa amb Haas F1 Team a la temporada 2016 amb un contracte a llarg termini.
- Esteban Gutiérrez deixa de ser pilot reserva de la Scuderia Ferrari i signa amb Haas F1 Team pel 2016.
- Jolyon Palmer debutarà a la Fórmula 1 en 2016 de la mà de Renault Sport F1 Team.
- Kevin Magnussen reemplaçarà a Pastor Maldonado en Renault Sport F1 Team, per incompliments en els pagaments del seu patrocinador principal: PDVSA.
- Pascal Wehrlein i Rio Haryanto debutaran en la Fórmula 1 en 2016 de la mà de Manor Racing.

### Canvis d'escuderies
- Renault va comprar l'equip Lotus F1 Team, després que la marca francesa confirmés l'adquisició el 3 de desembre de 2015. Això implica la tornada de Renault com a constructor, fet que no ocorria des de la temporada 2011, l'última de la marca del rombe en la Fórmula 1.
- Debutarà Haas F1 Team utilitzant els motors Ferrari.
- Per a aquesta temporada Manor F1 Team passarà a competir com Manor Racing i muntarà motors Mercedes.

### Canvis en pneumàtics
- Per a aquesta temporada Pirelli utilitzarà el seu nou i cinquè compost anomenat ultrasoft (ultra-tou en català), que solament podrà ser utilitzat en circuits urbans, i els equips podran triar els seus dos compostos per a cada carrera, entre tres alternatives que es designaran per a cada Gran Premi. No obstant això, el nombre total de jocs que es poden utilitzar durant la pràctica, qualificació i les carreres segueix sent la mateixa: 13.

### Canvis en motors
- Red Bull seguirà portant motors Renault però no sota la seva pròpia denominació: el 4 de desembre de 2015 es va confirmar que portaran el nom del seu patrocinador TAG-Heuer.
- Per a aquesta temporada, Manor comptarà amb motors Mercedes, la qual cosa suposarà un gran pas endavant tenint en compte que la temporada 2015 van competir amb motors Ferrari del 2014.
- Per a aquesta temporada Toro Rosso comptarà amb motors Ferrari, però amb l'especificació de 2015.

### Canvis reglamentaris
- Es canviarà el sistema de classificació, passant a ser de la següent forma:[39]

#### Q1
- Durada: 16 minuts.
- Eliminació: Des dels 7 minuts, els pilots més lents (cada minut i mig, el que tingui el temps més elevat).
- Classificació: Dels 22 competidors, 15 avançaran.

#### Q2
- Durada: 15 minuts.
- Eliminació: Des dels 6 minuts, els pilots més lents (cada minut i mig, el que tingui el temps més elevat).
- Classificació: Dels 15 competidors, 8 avançaran.

#### Q3
- Durada: 14 minuts.
- Eliminació: Des dels 5 minuts, els pilots més lents (cada minut i mig, el que tingui el temps més elevat).
- Classificació: Es determinarà quan els dos pilots restants defineixin la pole.

Després de només dues curses s'ha tornat al sistema de qualificació que es feia servir els últims anys, abandonant aquestes modificacions.

## Pneumàtics
Encara que no tenen ús en carrera, Pirelli proveeix als equips des de la temporada anterior durant els entrenaments de pretemporada amb pneumàtics durs d'hivern, dissenyats específicament per rendir durant dies especialment freds. Es distingeixen dels altres per no portar cap marcatge en el lateral.
En aquesta temporada, Pirelli nominarà dos jocs de carreres obligatòries per a cada vehicle. D'altra banda, un conjunt del compost més tou haurà de ser guardat per al seu ús només en la Q3. Els dos conjunts obligatoris triats per Pirelli poden ser de dos compostos diferents, des dels tres que han estat triats per al cap de setmana. Aquests conjunts, òbviament, serà idèntic per a cada equip. Els 10 jocs restants poden ser triats per cada equip, a partir dels tres compostos nominats per al cap de setmana.
Els equips faran les seves eleccions en un termini fixat per Pirelli. Ells comunicar les seves decisions a la FIA, que al seu torn dir-li Pirelli quants pneumàtics per produir. Les opcions per a cada vehicle es mantindrà en secret fins a 2 setmanes abans de la carrera. Si un equip no compleix amb la data límit, l'elecció es farà per la FIA.
Una vegada que s'han pres les decisions per a cada vehicle, la FIA seguirà per assignar els pneumàtics a l'atzar a través d'un codi de barres, com és el cas actualment. Les decisions preses per cada equip poden variar per a cadascun dels seus cotxes: el que cada conductor dins d'un equip poden tenir una assignació diferent. Els pneumàtics es distingeixen per diferents marques de color en les parets laterals, com és el cas actualment.

### Durant la carrera
Els equips encara hauran de retornar els pneumàtics d'acord amb un horari determinat, però poden decidir quins pneumàtics trien per donar voltes en els següents horaris:
- Un joc després dels primers 40 minuts de FP1
- Un joc al final de la FP1
- Dos jocs al final de la FP2
- Dos jocs al final de FP3

Els dos conjunts obligatoris designats per Pirelli no poden ser retornats durant la pràctica i han d'estar disponibles per al seu ús en la carrera. Almenys un d'aquests dos grups ha de ser utilitzat durant la carrera - però els equips pot decidir quin.
| Nom del compost | Color | Color | Banda de rodament | Condicions de circulació | Tipus del compost   | Adherència           | Longevitat        |
| --------------- | ----- | ----- | ----------------- | ------------------------ | ------------------- | -------------------- | ----------------- |
| Ultra tou       | US    |       | Llis              | Sec                      | Optatiu             | 5 - Més adherència   | 1 - Menys durador |
| Súper tou       | SS    |       | Llis              | Sec                      | Optatiu / Tou       | 4                    | 2                 |
| Tou             | S     |       | Llis              | Sec                      | Optatiu / Tou / Dur | 3                    | 3                 |
| Mitjà           | M     |       | Llis              | Sec                      | Tou / Dur           | 2                    | 4                 |
| Dur             | H     |       | Llis              | Sec                      | Dur                 | 1 - Menys adherència | 5 - Més durador   |
| Intermedi       | I     |       | Canals            | Mullat                   | Intermedi           | x                    | x                 |
| De pluja        | W     |       | Canals            | Mullat                   | De pluja            | x                    | x                 |

* Pirelli designa 3 tipus de pneumàtics secs per a cada Gran Premi segons el circuit. Hi ha un d'optatiu per a la carrera (el més tou) i dos obligatoris, un de dur i un altre tou.
El pneumàtic ultra tou s'estrenarà per primera vegada en el Gran Premi de Rússia del 2016